# Ethobunus misticus
Ethobunus misticus is een hooiwagen uit de familie Zalmoxioidae.